# Qasr-i Xirin
Qasr-i Xirin (-Castell de Xirin- també coneguda com a Qasr-e Shirin (kurd: Qesri Shírín, قه‌سرشیرین, farsi قصرشيرين); també romanitzada com a Qaşr-e Shīrīn, Ghasr-ī-shīrīn, Ghasr-shīrīn, i Qasr-ī-Shīrīn) és una ciutat situada al Kurdistan, a la riba dreta del Hulwand Rud, prop de la muntanya Agh Dagh. Fou una destacada estació de caravanes però la vila moderna és poc important. Hi ha unes ruïnes sassànides molt importants.
La vila era de gran antiguitat. El castell-palau hi fou construït com a residència d'estiu pels sassànides; Xirin era una dona cristiana favortita del rei Còsroes II (560-628) i va agafar el seu nom; Xirin i l'arquitecte reial Farhad es van enamorar i aquest fet és important a la poesia lírica persa. Uns anys després, amb la conquesta àrab, el castell i palau no van tardar a quedar en ruïnes. Al-Yakubi ja esmenta les ruïnes el 891; el 956 els murs es van damnar seriosament en un terratrèmol.
Modernament les ruïnes foren explorades i descrites per Jacques de Morgan; a 5 km de l'antic castell-palau hi ha un altre palau sassànida conegut com a Hawsh Kuri (la Casa dels Cavalls).